# كارلس كومامالا
كارلس كومامالا (بالإسبانية: Carlos Comamala)‏ لاعب كرة قدم إسباني مواليد 1887 لعب مع نادي برشلونة خلال الفترة الممتدة بين عامي 1903 حتى عام 1912 بالإضافة لكونة لاعب كرة قدم كان طبيب، يرجع له الفضل في ابتكار شعار نادي برشلونة الحالي بعد تقديمة تصميم الشعار عام 1910 هذا الشعار الذي لا زال مستعمل منذ عام 1910 حتى وقتنا الحالي مع بعض التعديلات البسيطة التي طرأت عليه، لعب في مركز الهجوم مع نادية برشلونة ولعب 145 مباراة رسمية و ودية أحرز خلالها 172 هدف وساعد النادي في حصد عدد من البطولات أهمها كأس إسبانيا مرتين عاميّ 1910 و 1912 و بطولة دوري كاتالونيا أربعة مرات أعوام 1905 ، 1909 ، 1910 و 1911.